# Mulciber rotundipennis
Mulciber rotundipennis är en skalbaggsart som beskrevs av Stefan von Breuning 1939. Mulciber rotundipennis ingår i släktet Mulciber och familjen långhorningar. Inga underarter finns listade i Catalogue of Life.